# مسجد رباط زیارت
مسجد رباط زیارت مربوط به دوره غزنویانان است و در شهرستان خواف، بخش مرکزی، روستای فدک واقع شده و این اثر در تاریخ ۱۲ بهمن ۱۳۸۱ با شمارهٔ ثبت ۷۴۹۱ به‌عنوان یکی از آثار ملی ایران به ثبت رسیده است.